# Atletica leggera ai Giochi della XXIV Olimpiade - Marcia 20 km
La prova di marcia 20 km ha fatto parte del programma maschile di atletica leggera ai Giochi della XXIV Olimpiade. La competizione si è svolta il 23 settembre 1988 nella città di Seul, con arrivo nello Stadio olimpico.

## Presenze ed assenze dei campioni in carica

Video della gara

| Competizione         | Atleta            | Prestazione | Seul 1988 |
| -------------------- | ----------------- | ----------- | --------- |
| Olimpiadi 1984       | Ernesto Canto     | 1h23'13"    | Presente  |
| Goodwill Games 1986  | Aleksej Pershin   | 1h23'29"    | Presente  |
| Europei 1986         | Jozef Pribilinec  | 1h21'15"    | Presente  |
| Asiatici 1986        | Sun Xiaoguang     | 1h25'46”    | Assente   |
| Panamericani 1987    | Carlos Mercenario | 1h24'50"    | Presente  |
| Coppa del mondo 1987 | Carlos Mercenario | 1h19'24"    | Presente  |
| Mondiali 1987        | Maurizio Damilano | 1h20'45"    | Presente  |

## Ordine d'arrivo
| Record mondiale      | Mikhail Shchennikov | 1h19'08" | Kiev        | 30 luglio 1988 |
| Record olimpico      | Ernesto Canto       | 1h23'13" | Los Angeles | 3 agosto 1984  |
| Capolista stagionale | Michail Ščennikov   | 1h19'08" | Kiev        | 30 luglio 1988 |

Venerdì 23 settembre 1988, Stadio olimpico di Seul.
| Pos | Atleta                  | Paese            | Tempo    | Note                          |
| --- | ----------------------- | ---------------- | -------- | ----------------------------- |
|     | Jozef Pribilinec        | Cecoslovacchia   | 1h19'57" | Record olimpico               |
|     | Ronald Weigel           | Germania Est     | 1h20'00" |                               |
|     | Maurizio Damilano       | Italia           | 1h20'14" |                               |
| 4   | José Marín              | Spagna           | 1h20'34" |                               |
| 5   | Roman Mrazek            | Cecoslovacchia   | 1h20'43" | Miglior prestazione personale |
| 6   | Michail Ščennikov       | Unione Sovietica | 1h20'47" |                               |
| 7   | Carlos Mercenario       | Messico          | 1h20'53" |                               |
| 8   | Axel Noack              | Germania Est     | 1h21'14" |                               |
| 9   | Giovanni De Benedictis  | Italia           | 1h21'18" | Miglior prestazione personale |
| 10  | Guillaume LeBlanc       | Canada           | 1h21'29" | Miglior prestazione personale |
| 11  | Simon Baker             | Australia        | 1h21'47" | Miglior prestazione personale |
| 12  | Daniel Plaza            | Spagna           | 1h21'53" | Miglior prestazione personale |
| 13  | Ian McCombie            | Gran Bretagna    | 1h22'03" | Miglior prestazione personale |
| 14  | Alexei Perchine         | Unione Sovietica | 1h22'32" | [ 2 ]                         |
| 15  | Pavol Blazek            | Cecoslovacchia   | 1h22'39" |                               |
| 16  | Martial Fesselier       | Francia          | 1h22'43" | Miglior prestazione personale |
| 17  | James "Jimmy" McDonald  | Irlanda          | 1h22'45" | Miglior prestazione personale |
| 18  | Thierry Toutain         | Francia          | 1h22'45" | Miglior prestazione personale |
| 19  | Carlo Mattioli          | Italia           | 1h22'58" |                               |
| 20  | Jean-Claude Corre       | Francia          | 1h23'09" | Miglior prestazione personale |
| 21  | Sandor Urbanik          | Ungheria         | 1h23'18" |                               |
| 22  | Erling Andersen         | Norvegia         | 1h23'30" |                               |
| 23  | Ricardo Pueyo           | Spagna           | 1h23'40" |                               |
| 24  | Chris Maddocks          | Gran Bretagna    | 1h23'46" |                               |
| 25  | Stefan Johansson        | Svezia           | 1h23'51" |                               |
| 26  | Hirofumi Sakai          | Giappone         | 1h24'08" | Miglior prestazione personale |
| 27  | Evgueni Missioulla      | Unione Sovietica | 1h24'39" |                               |
| 28  | Andrew Jachno           | Australia        | 1h24'52" |                               |
| 29  | José Urbano             | Portogallo       | 1h24'56" | Miglior prestazione personale |
| 30  | Jan Staat               | Svezia           | 1h24'59" |                               |
| 31  | José Pinto              | Portogallo       | 1h26'33" |                               |
| 32  | Abdelouahab Ferguene    | Algeria          | 1h26'33" |                               |
| 33  | Hector Moreno           | Colombia         | 1h27'06" |                               |
| 34  | Mohamed Bouhalla        | Algeria          | 1h27'10" |                               |
| 35  | Godfried Dejonckheere   | Belgio           | 1h27'14" |                               |
| 36  | Zdzislaw Szlapkin       | Polonia          | 1h27'23" |                               |
| 37  | Gary Morgan             | Stati Uniti      | 1h27'26" |                               |
| 38  | Jim Heiring             | Stati Uniti      | 1h27'30" |                               |
| 39  | Helder Oliveira         | Portogallo       | 1h27'39" |                               |
| 40  | Santiago Fonseca        | Honduras         | 1h27'41" |                               |
| 41  | Baojin Li               | Cina             | 1h27'57" |                               |
| 42  | Reima Salonen           | Finlandia        | 1h28'25" |                               |
| 43  | Lyubomir Ivanov         | Bulgaria         | 1h28'43" |                               |
| 44  | Timothy Lewis           | Stati Uniti      | 1h31'00" |                               |
| 45  | Marcelo Palma           | Brasile          | 1h31'42" |                               |
| 46  | Pil-Hwa Chung           | Corea del Sud    | 1h32'23" |                               |
| 47  | Tadahiro Kosaka         | Giappone         | 1h32'46" |                               |
| 48  | Rafael Valladeres Lopez | Honduras         | 1h37'09" |                               |
| 49  | Myong-Oh Jung           | Corea del Sud    | 1h40'09" |                               |
| -   | Querubin Moreno         | Colombia         | Rit.     |                               |
| -   | Ernesto Canto           | Messico          | Squal.   |                               |
| -   | Joel Sánchez            | Messico          | Squal.   |                               |
| -   | Marc Sowa               | Lussemburgo      | Squal.   |                               |